# Sekans hyperbolicus und Kosekans hyperbolicus
Die Funktionen Kosekans hyperbolicus (csch) und Sekans hyperbolicus (sech) sind Hyperbelfunktionen. Sie ergeben sich als Kehrwert von Sinus hyperbolicus bzw. Kosinus hyperbolicus.

## Definitionen
{\displaystyle {\begin{aligned}\operatorname {sech} \ x&={\frac {2}{e^{x}+e^{-x}}}={\frac {1}{\cosh x}}\\\operatorname {csch} \ x&={\frac {2}{e^{x}-e^{-x}}}={\frac {1}{\sinh x}}\end{aligned}}}

## Eigenschaften
|                    | Sekans hyperbolicus                                                                    | Kosekans hyperbolicus                                                                 |
| ------------------ | -------------------------------------------------------------------------------------- | ------------------------------------------------------------------------------------- |
| Definitionsbereich | {\displaystyle -\infty <x<+\infty }                                                    | {\displaystyle -\infty <x<+\infty \,;\,x\neq 0}                                       |
| Wertebereich       | {\displaystyle 0<f(x)\leq 1}                                                           | {\displaystyle -\infty <f(x)<+\infty \,;\,f(x)\neq 0}                                 |
| Periodizität       | keine                                                                                  | keine                                                                                 |
| Monotonie          | {\displaystyle x<0} streng monoton steigend {\displaystyle x>0} streng monoton fallend | {\displaystyle x>0} streng monoton fallend {\displaystyle x<0} streng monoton fallend |
| Symmetrien         | Spiegelsymmetrie zur y-Achse                                                           | Punktsymmetrie zum Koordinatenursprung Achsensymmetrie zu {\displaystyle y=-x}        |
| Asymptote          | {\displaystyle f(x)\to 0} für {\displaystyle x\to \pm \infty }                         | {\displaystyle f(x)\to 0} für {\displaystyle x\to \pm \infty }                        |
| Nullstellen        | keine                                                                                  | keine                                                                                 |
| Sprungstellen      | keine                                                                                  | keine                                                                                 |
| Polstellen         | keine                                                                                  | {\displaystyle x=0}                                                                   |
| Extrema            | Maximum bei {\displaystyle x=0}                                                        | keine                                                                                 |
| Wendepunkte        | {\displaystyle x=\pm \ln {(1+{\sqrt {2}})}}                                            | keine                                                                                 |

## Umkehrfunktionen
Die Umkehrfunktion sind die entsprechenden Areafunktionen:
{\displaystyle {\begin{aligned}x&=\operatorname {arsech} \ y\\x&=\operatorname {arcsch} \ y\end{aligned}}}

## Ableitungen
{\displaystyle {\begin{aligned}{\frac {\mathrm {d} }{\mathrm {d} x}}\operatorname {sech} \ x&=-\operatorname {sech} \ x\cdot \operatorname {tanh} \ x=-{\frac {\sinh x}{\cosh ^{2}x}}\\{\frac {\mathrm {d} }{\mathrm {d} x}}\operatorname {csch} \ x&=-\operatorname {csch} \ x\cdot \operatorname {coth} \ x=-{\frac {\cosh x}{\sinh ^{2}x}}=-\operatorname {csch} \ x\cdot {\sqrt {1+\operatorname {csch} ^{2}x}}\\\end{aligned}}}

## Integrale

### Stammfunktionen der Hyperbelfunktionen
{\displaystyle {\begin{aligned}\int \operatorname {sech} x\ \mathrm {d} x&=\arctan \left(\sinh x\right)+C\\\int \operatorname {csch} x\ \mathrm {d} x&=\ln \left|\operatorname {tanh} \,{\frac {x}{2}}\right|+C\end{aligned}}}
Die durch den Koordinatenursprung verlaufende Stammfunktion des Sekans hyperbolicus wird Gudermannfunktion genannt:
{\displaystyle \operatorname {gd} (x)=\arctan {\bigl [}\sinh(x){\bigr ]}}

### Eulersche Betafunktion
Für folgende Verallgemeinerung ist diese Formel in Bezug auf alle positiven Zahlen w gültig:
{\displaystyle \int _{0}^{\infty }\operatorname {sech} (x)^{w}\,\mathrm {d} x=2^{w-2}\beta ({\tfrac {1}{2}}w)}
Mit dem griechischen Buchstaben β wird die Eulersche Betafunktion und mit dem zum Ausdruck gebracht.

### Basler Problem
Wenn der Cosekans hyperbolicus mit ganzrationalen Polynomfunktionen multipliziert werden, dann entstehen meist Funktionen mit polylogarithmischen Integralen:
Für folgende Funktion ist die Ursprungsstammfunktion dilogarithmisch beschaffen:
{\displaystyle \int _{0}^{x}y\,\operatorname {csch} (y)\,\mathrm {d} y=2\,\operatorname {Li} _{2}[\tanh({\tfrac {1}{2}}x)]-{\tfrac {1}{2}}\,\operatorname {Li} _{2}[\tanh({\tfrac {1}{2}}x)^{2}]=2\,\operatorname {Li} _{2}[1-\exp(-x)]-{\tfrac {1}{2}}\,\operatorname {Li} _{2}[1-\exp(-2x)]}
Deswegen gilt für folgendes bestimmtes Integral:
{\displaystyle {\frac {3}{2}}\,\operatorname {Li} _{2}(1)=\int _{0}^{\infty }x\,\operatorname {csch} (x)\,\mathrm {d} x=\int _{0}^{\infty }\int _{0}^{1}{\frac {\cosh(x)}{(1-z^{2})\sinh(x)^{2}+1}}\,\mathrm {d} z\,\mathrm {d} x=}
{\displaystyle =\int _{0}^{1}\int _{0}^{\infty }{\frac {\cosh(x)}{(1-z^{2})\sinh(x)^{2}+1}}\,\mathrm {d} x\,\mathrm {d} z=\int _{0}^{1}{\frac {\pi }{2{\sqrt {1-z^{2}}}}}\,\mathrm {d} z={\frac {1}{4}}\pi ^{2}}
{\displaystyle \sum _{n=1}^{\infty }{\frac {1}{n^{2}}}=\operatorname {Li} _{2}(1)={\frac {1}{6}}\pi ^{2}}
Dies ist somit eine auf dem Satz von Fubini basierende Beweisführung für das sogenannte Basler Problem und findet in der Theorie über die Riemannsche Zeta-Funktion Anwendung.

### Integrale von Brüchen der Glockenkurvenfunktion
Wenn das Doppelte der Glockenkurvenfunktion {\displaystyle \exp(-x^{2})} durch den Nachfolger vom Quadrat der Glockenkurvenfunktion geteilt wird, dann kommt die Funktion {\displaystyle \operatorname {sech} (x^{2})} hervor. Das Integral von Null bis Unendlich von dieser zuletzt genannten Funktion nimmt einen nicht elementaren Wert an:
{\displaystyle \int _{0}^{\infty }\operatorname {sech} (x^{2})\,\mathrm {d} x={\sqrt {\pi }}\,\beta \left({\frac {1}{2}}\right)}
Mit dem griechischen Buchstaben β wird an dieser Stelle die Dirichletsche Betafunktion zum Ausdruck gebracht.

### Integrale von kardinalischen Hyperbelfunktionen
Wenn die Produkte von Kardinalhyperbeltangens (Tangens Hyperbolicus Cardinalis) {\displaystyle \operatorname {tanh} (x)/x} und den Potenzen des Sekans Hyperbolicus integriert werden, dann können mit diesen Integralen weitere bekannte Namenskonstanten dargestellt werden:
{\displaystyle \int _{0}^{\infty }{\frac {1}{x}}\operatorname {tanh} (x)\operatorname {sech} (x)\,\mathrm {d} x={\frac {4}{\pi }}\,G}
{\displaystyle \int _{0}^{\infty }{\frac {1}{x}}\operatorname {tanh} (x)\operatorname {sech} (x)^{2}\,\mathrm {d} x={\frac {7}{\pi ^{2}}}\,\zeta (3)}
{\displaystyle \int _{0}^{\infty }{\frac {1}{x}}\operatorname {tanh} (x)\operatorname {sech} (x)^{3}\,\mathrm {d} x={\frac {2}{3\,\pi }}\,G+{\frac {16}{\pi ^{3}}}\,\beta (4)}
{\displaystyle \int _{0}^{\infty }{\frac {1}{x}}\operatorname {tanh} (x)\operatorname {sech} (x)^{4}\,\mathrm {d} x={\frac {7}{3\,\pi ^{2}}}\,\zeta (3)+{\frac {31}{\pi ^{4}}}\,\zeta (5)}
Mit dem Buchstaben G wird die Catalansche Konstante dargestellt und mit dem Ausdruck ζ(3) wird die Apéry-Konstante dargestellt. Der Buchstaben β stellt auch hier die Dirichletsche Betafunktion dar.

### Integrale der Wurzeln des Sekans hyperbolicus
Die Gudermannfunktion als Ursprungsstammfunktion des Sekans hyperbolicus ist eine elementare Funktion:
{\displaystyle \int _{0}^{x}\operatorname {sech} (y)\,\mathrm {d} y=\operatorname {gd} (x)=\arctan[\sinh(x)]=\arcsin[\tanh(x)]=2\arctan[\tanh({\tfrac {1}{2}}x)]=}
{\displaystyle ={\tfrac {1}{2}}\pi -2\arctan[\exp(-x)]=2\arctan[\exp(x)]-{\tfrac {1}{2}}\pi }
Die Ursprungsstammfunktion von der Quadratwurzel des Sekans hyperbolicus ist ein lemniskatisches Integral:
{\displaystyle \int _{0}^{x}{\sqrt {\operatorname {sech} (y)}}\,\mathrm {d} y=2\,\operatorname {arcsl} [\tanh({\tfrac {1}{2}}x)]}
Die soeben gezeigte Funktion zählt zu den nicht elementaren Funktionen.
Das Integral von Null bis Unendlich von der Quadratwurzel des Sekans Hyperbolicus nimmt exakt den Wert der lemniskatischen Konstante an.
Und die Ursprungsstammfunktion von der Kubikwurzel des Sekans hyperbolicus ist ein äquianharmonisches Integral:
{\displaystyle \int _{0}^{x}{\sqrt[{3}]{\operatorname {sech} (y)}}\,\mathrm {d} y={\frac {1}{2}}{\sqrt[{4}]{27}}\,{\text{F}}\left\{2\arctan \left[{\frac {\tanh(x)}{{\sqrt[{4}]{3}}\,\operatorname {sech} (x)^{1/3}{\sqrt {1+\operatorname {sech} (x)^{2/3}+\operatorname {sech} (x)^{4/3}}}}}\right];\sin \left({\frac {1}{12}}\pi \right)\right\}}
Auch die Ursprungsstammfunktion für das Quadrat der Kubikwurzel des Sekans hyperbolicus ist äquianharmonisch:
{\displaystyle \int _{0}^{x}{\sqrt[{3}]{\operatorname {sech} (y)^{2}}}\,\mathrm {d} y={\frac {1}{2}}{\sqrt[{4}]{27}}\,{\text{F}}\left\{2\arctan \left[{\frac {\tanh(x)}{{\sqrt[{4}]{3}}{\sqrt {1+\operatorname {sech} (x)^{2/3}+\operatorname {sech} (x)^{4/3}}}}}\right];\cos \left({\frac {1}{12}}\pi \right)\right\}}
Sowohl die lemniskatischen als auch die äquianharmonischen Integrale zählen zu den sogenannten elliptischen Integralen.

## Reihenentwicklungen
Diese beiden Summendarstellungen sind für alle reellen Zahlen x gültig:
{\displaystyle {\begin{aligned}\operatorname {sech} (x)&=\sum _{k=0}^{\infty }(-1)^{k}{\frac {(8k+4)\pi }{(2k+1)^{2}\pi ^{2}+4x^{2}}}\\\operatorname {csch} (x)&=1/x+\sum _{k=1}^{\infty }(-1)^{k}{\frac {2x}{k^{2}\pi ^{2}+x^{2}}}\end{aligned}}}
Für die Gudermannfunktion, welche die Ursprungsstammfunktion des Sekans Hyperbolicus ist, gilt somit diese Formel:
{\displaystyle \operatorname {gd} (x)=\sum _{k=0}^{\infty }2(-1)^{k}\arctan {\biggl [}{\frac {2x}{(2k+1)\pi }}{\biggr ]}}

## Komplexes Argument
{\displaystyle {\begin{aligned}&\operatorname {sech} (x+\mathrm {i} y)={\frac {2\cosh(x)\cos(y)}{\cosh(2x)+\cos(2y)}}+\mathrm {i} {\frac {-2\sinh(x)\sin(y)}{\cosh(2x)+\cos(2y)}}\\&\operatorname {sech} (\mathrm {i} y)=\sec(y)\\&\operatorname {csch} (x+\mathrm {i} y)={\frac {2\sinh(x)\cos(y)}{\cosh(2x)-\cos(2y)}}+\mathrm {i} \;{\frac {-2\cosh(x)\sin(y)}{\cosh(2x)-\cos(2y)}}\\&\operatorname {csch} (\mathrm {i} y)=-\mathrm {i} \csc(y)\end{aligned}}}

## Reihenentwicklungen
Wenn Summenreihen aus dem Sekans hyperbolicus mit linearem Verlauf des inneren Eintrags bezüglich des Summenindex aufgestellt werden, dann entstehen elliptische Werte. Im Folgenden wird eine für alle elliptischen Moduln beziehungsweise numerischen Exzentrizitäten {\displaystyle (-1\leq \varepsilon \leq 1)\,\cap \,\varepsilon \in \mathbb {R} } gültige Formel aufgestellt, die in Abhängigkeit vom Modul {\displaystyle \varepsilon } das normierte vollständige elliptische Integral erster Art als Resultat ergibt:
{\displaystyle 1+2{\biggl \{}\sum _{n=1}^{\infty }\mathrm {sech} {\biggl [}\pi \,n\,{\frac {K'(\varepsilon )}{K(\varepsilon )}}{\biggr ]}{\biggr \}}=1+2{\biggl [}\sum _{n=1}^{\infty }{\frac {2\,q(\varepsilon )^{n}}{1+q(\varepsilon )^{2n}}}{\biggr ]}=\vartheta _{00}[q(\varepsilon )]^{2}={\frac {2}{\pi }}\,K(\varepsilon )}
Denn die Jacobische Thetafunktion {\displaystyle \vartheta _{00}} und ihr Quadrat haben folgende Summenreihen:
{\displaystyle \vartheta _{00}(w)=1+2{\biggl (}\sum _{n=1}^{\infty }w^{n^{2}}{\biggr )}}
{\displaystyle \vartheta _{00}(w)^{2}=1+2{\biggl (}\sum _{n=1}^{\infty }{\frac {2\,w^{n}}{1+w^{2n}}}{\biggr )}}
Die Mathematiker Edmund Taylor Whittaker und George Neville Watson nannten sowohl Summendefinitionen als auch Produktdefinitionen in ihrem gemeinsamen Werk A Course in Modern Analysis nieder. Das Elliptische Nomen {\displaystyle q(\varepsilon )} hat diese Definition:
{\displaystyle q(\varepsilon )=\exp {\bigl [}-\pi \,K'(\varepsilon )\div K(\varepsilon ){\bigr ]}}
Diese Formel wurde bei der zuvor genannten Gleichungskette hervorgebracht:
{\displaystyle 1+2{\biggl \{}\sum _{n=1}^{\infty }\mathrm {sech} {\biggl [}\pi \,n\,{\frac {K'(\varepsilon )}{K(\varepsilon )}}{\biggr ]}{\biggr \}}={\frac {2}{\pi }}\,K(\varepsilon )}
Nun werden einige Werte in diese Gleichungen eingesetzt und die Resultate mit den Eulerschen Betafunktionsidentitäten der K-Integrale versehen:
| Modulwerte {\displaystyle \varepsilon }                 | Resultierende Sekans-hyperbolicus-Gleichungen |
| ------------------------------------------------------- | --- |
| {\displaystyle \varepsilon ={\tfrac {1}{2}}{\sqrt {2}}} | {\displaystyle 1+2{\biggl [}\sum _{n=1}^{\infty }\mathrm {sech} (\pi \,n){\biggr ]}={\frac {2}{\pi }}\,K{\bigl (}{\tfrac {1}{2}}{\sqrt {2}}\,{\bigr )}={\frac {1}{2\,\pi }}\,\beta ({\tfrac {1}{4}})}                                             |
| {\displaystyle \varepsilon ={\sqrt {2}}-1}              | {\displaystyle 1+2{\biggl [}\sum _{n=1}^{\infty }\mathrm {sech} ({\sqrt {2}}\,\pi \,n){\biggr ]}={\frac {2}{\pi }}\,K({\sqrt {2}}-1)={\frac {1}{4\,\pi }}{\sqrt[{4}]{2}}\,({\sqrt {2}}+1)\,\beta ({\tfrac {3}{8}})}                               |
| {\displaystyle \varepsilon =\sin({\tfrac {1}{12}}\pi )} | {\displaystyle 1+2{\biggl [}\sum _{n=1}^{\infty }\mathrm {sech} ({\sqrt {3}}\,\pi \,n){\biggr ]}={\frac {2}{\pi }}\,K{\bigl [}\sin({\tfrac {1}{12}}\pi ){\bigr ]}={\frac {1}{6\,\pi }}{\sqrt[{3}]{4}}\,{\sqrt[{4}]{27}}\,\beta ({\tfrac {1}{3}})} |
Im Gegensatz zu den nun gezeigten Integralen können jedoch nicht alle vollständigen elliptischen Integrale erster Art mit Hilfe der reduzierten Eulerschen Betafunktion als einzigen nicht-elementaren Funktionsausdruck dargestellt werden!